# حکیم‌آباد (بوئین‌زهرا)
حکیم‌آباد (بوئین‌زهرا)، روستایی از توابع بخش دشتابی شهرستان بوئین‌زهرا در استان قزوین ایران است.

## جمعیت
این روستا در دهستان دشتابی شرقی قرار دارد و براساس سرشماری مرکز آمار ایران در سال ۱۳۸۵، جمعیت آن ۱۸۳ نفر (۴۶خانوار) بوده‌است.